# 夏威夷線鰭鮃
夏威夷線鰭鮃（学名：Taeniopsetta radula）為鮃科線鰭鮃屬的其中一種，為熱帶海水魚，分布於中太平洋東部夏威夷群島海域，棲息深度150-300公尺，棲息在沙底質底層水域，以底棲生物為食，生活習性不明。

## 扩展阅读
- 維基物種上的相關：夏威夷線鰭鮃